# Avenue René Gobert
Ne doit pas être confondu avec Avenue Hector Gobert.
Pour les articles homonymes, voir Gobert.
L'avenue René Gobert (en néerlandais : René Gobertstraat) est une voie bruxelloise de la commune d'Uccle. 

## Origine du nom
L'avenue porte le nom d'un résistant, né à Ligny le 11 mars 1894, fusillé par les allemands en 1943, qui habita chaussée de Waterloo, à Uccle. Il était également auditeur à la Cour des Comptes.

## Historique
La rue porte ce nom depuis 1945. Anciennement c'était l'avenue des Pâquerettes.